# دنيا فني زاده
دنيا فني زاده (بالفارسية: دنیا فنی‌زاده) (مواليد 17 نوفمبر 1967 في طهران- 28 ديسمبر 2016)، هي فنانة إيرانية. اشتهرت بإيران بتحريك الدمية المشهورة (بالفارسية: كلاه قرمزي) (ذو القبعة الحمراء)، كما حققت نجاحاً بتمثيلها على المسرح. رغم إصابتها بمرض السرطان إلا أنها استمرت بعملها كمحركة دمى في أشهر الأعمال السينمائية والتلفزيونية مثل ذو القبعة الحمراء والقطة المغنية ومدينة الفئران. وهي ابنة الممثل الإيراني برويز فني زاده.

## وصلات خارجية
- دنيا فني زاده على موقع IMDb (الإنجليزية)